# زرتشتیان ایران
زرتشتیان ایران یک اقلیت مذهبی در کشور ایران هستند که به دین زرتشتی باور دارند. بیشتر زرتشتیان ایران ساکن استان‌های یزد و کرمان هستند. همچنین در سده بیستم بر اثر مهاجرت‌های گسترده، این اقلیت در شهرهای تهران، شیراز، اصفهان و اهواز، خراسان نیز حاضر هستند. بیشتر زرتشتیان به گویش بهدینی که از زبان‌های ایران مرکزی به‌شمار می‌رود صحبت می‌کنند.
پس از انقلاب مشروطه، با تشکیل مجلس شورای ملی، در قانون اساسی مشروطه برای اقلیت‌های دینی هم نمایندگانی در نظر گرفته شد. از جمله، یک نماینده برای زرتشتیان. این موضوع پس از انقلاب ۱۳۵۷ هم در قانون اساسی باقی ماند و در قانون اساسی جمهوری اسلامی ایران نیز یک نماینده در مجلس شورای اسلامی دارند.

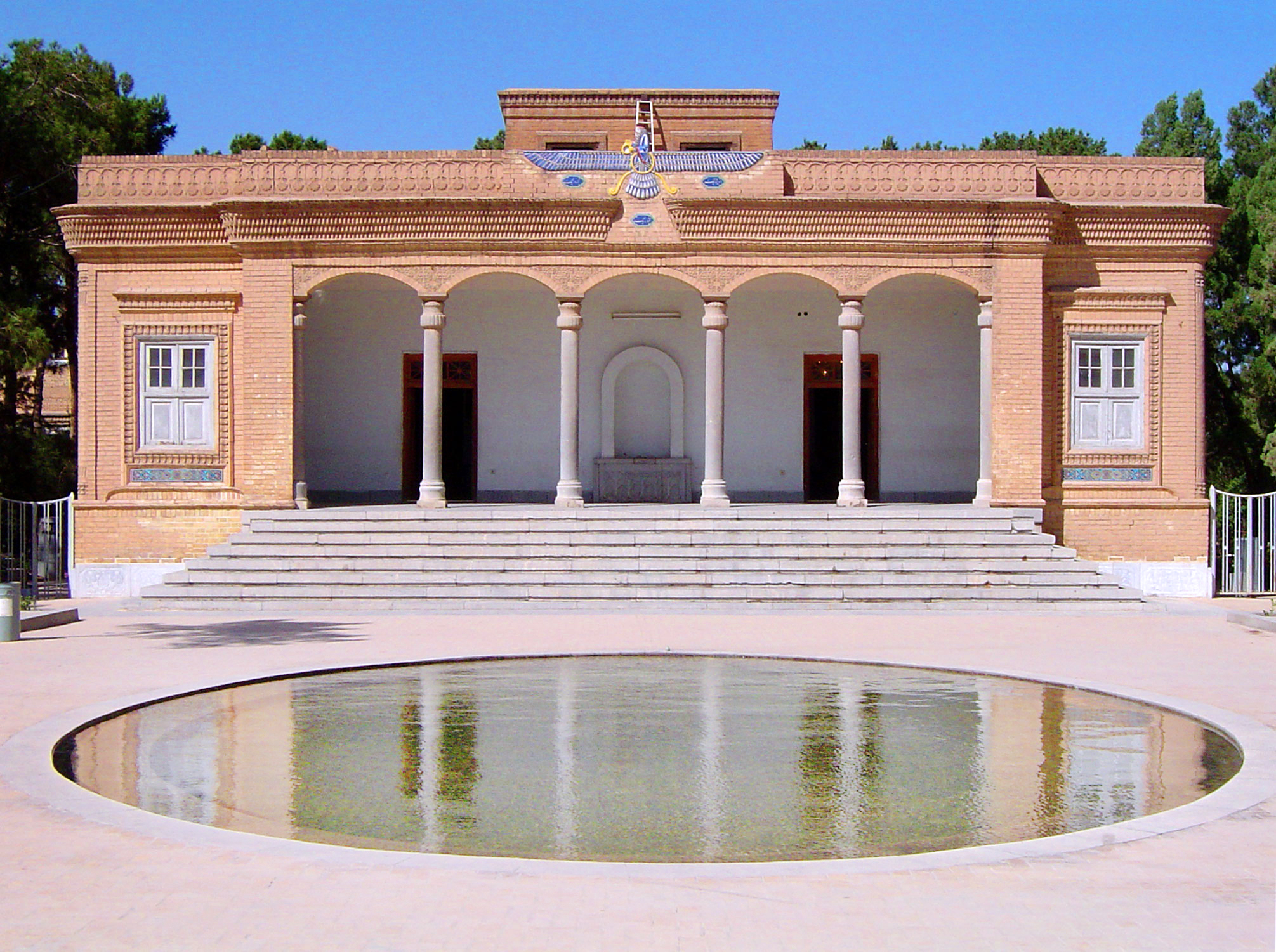
آتشکده یزد

بر اساس سرشماری عمومی نفوس و مسکن، جمعیت زرتشتیان در سال ۱۳۹۵ در ایران ۲۳۱۰۹ نفر بوده‌است.